# Buda del Templo del Manantial

Comparación de la altura de algunas estatuas:
1. Estatua de la Unidad - 182 m (240 m con pedestal)
2. Buda del Templo de Primavera - 128 m (208 m con pedestales)
3. Estatua de la Libertad - 46 m (93 m con pedestal)
4. Estatua de la Madre Patria - 85 m (91 m con pedestal)
5. Cristo Redentor - 30 m (38 m con pedestal)
6. David (escultura de Miguel Ángel) - 5,17 m

El Buda del Templo de Primavera (en chino, 中原大佛, en chino tradicional, 魯山大佛; en chino simplificado, 鲁山大佛) es una estatua en el municipio de Zhaocun en Lushan, provincia de Henan (China), que representa a Vairochana. Fue construida entre 1997 a 2008, y fue la estatua más alta el mundo hasta 2018, año en que fue construida la Estatua de la Unidad.
Sus 128 metros de altura, que incluyen un trono de 20 metros con forma de flor de loto, la convierten en la segunda estatua más alta del mundo en la actualidad. Si además tenemos en cuenta el edificio sobre el que se asienta, la altura total asciende a 153 metros, a su vez, existe una plataforma bajo la estatua y edificio, que hace que la altura total del monumento sea de 208 metros.
Está ubicado dentro del área protegida por su belleza paisajística de Fodushan, cerca de la autopista nacional 311 y su construcción terminó en 2002. "Buda del Templo de Primavera" es una versión errónea del original chino, traducible por "Buda del Templo del Manantial". La confusión se debe a la incorrecta interpretación de que el "Spring" de la traducción inglesa se refiere a "Primavera" en lugar de "Manantial".
La estatua está situada cerca del manantial de Tianrui, una fuente de agua termal, muy conocida en China por sus propiedades terapéuticas, que fluye a 60 °C. En la base de la estatua se encuentra un templo budista denominado en inglés "Spring Temple" o "Templo del Manantial". 
El coste total del proyecto se estima en 55 millones de dólares estadounidenses, de los cuales 18 fueron destinados exclusivamente a la construcción de la estatua. La parte exterior de la estatua está compuesta por 1.100 placas de cobre y el peso total es de aproximadamente 1000 toneladas.

## Galería

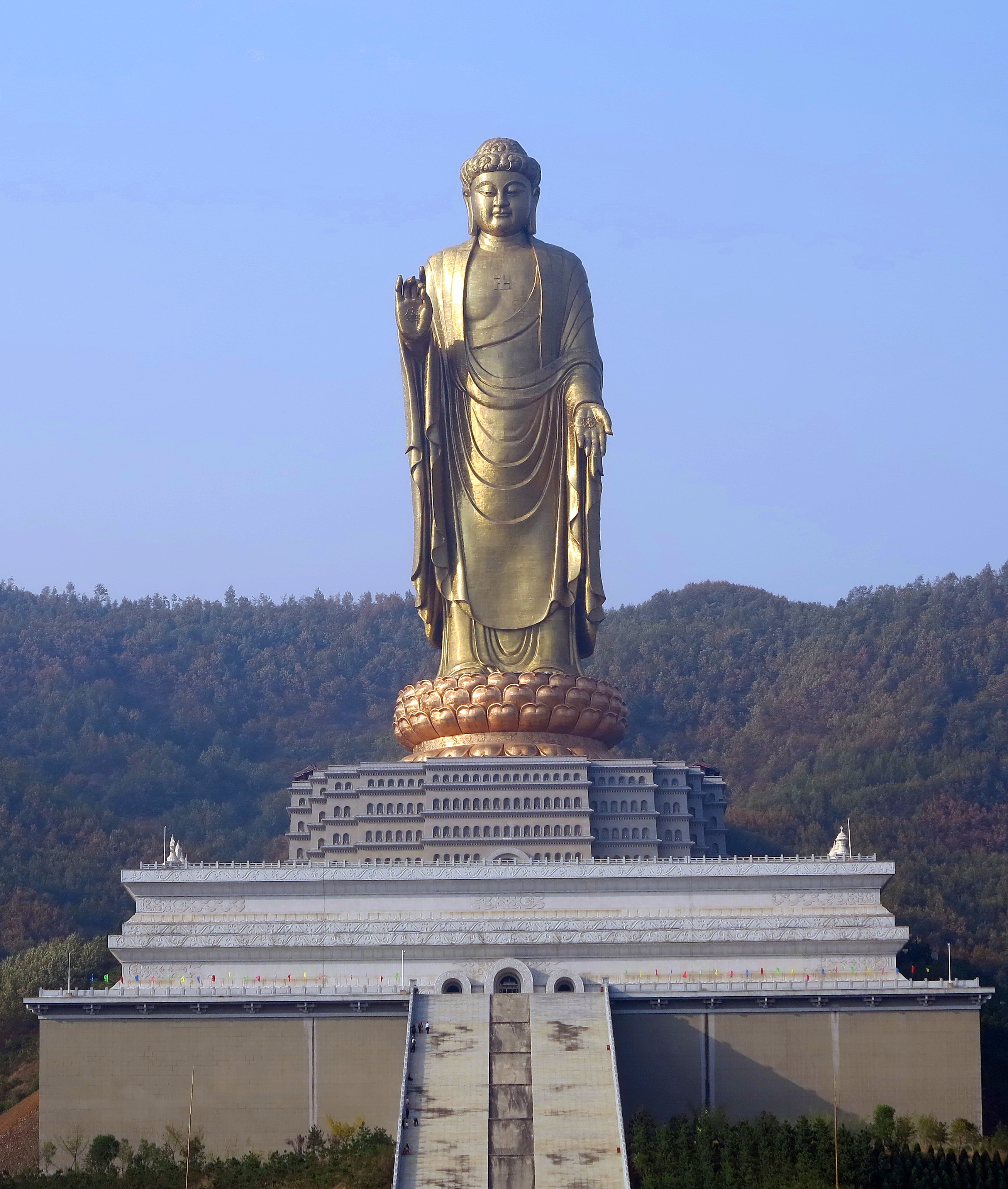
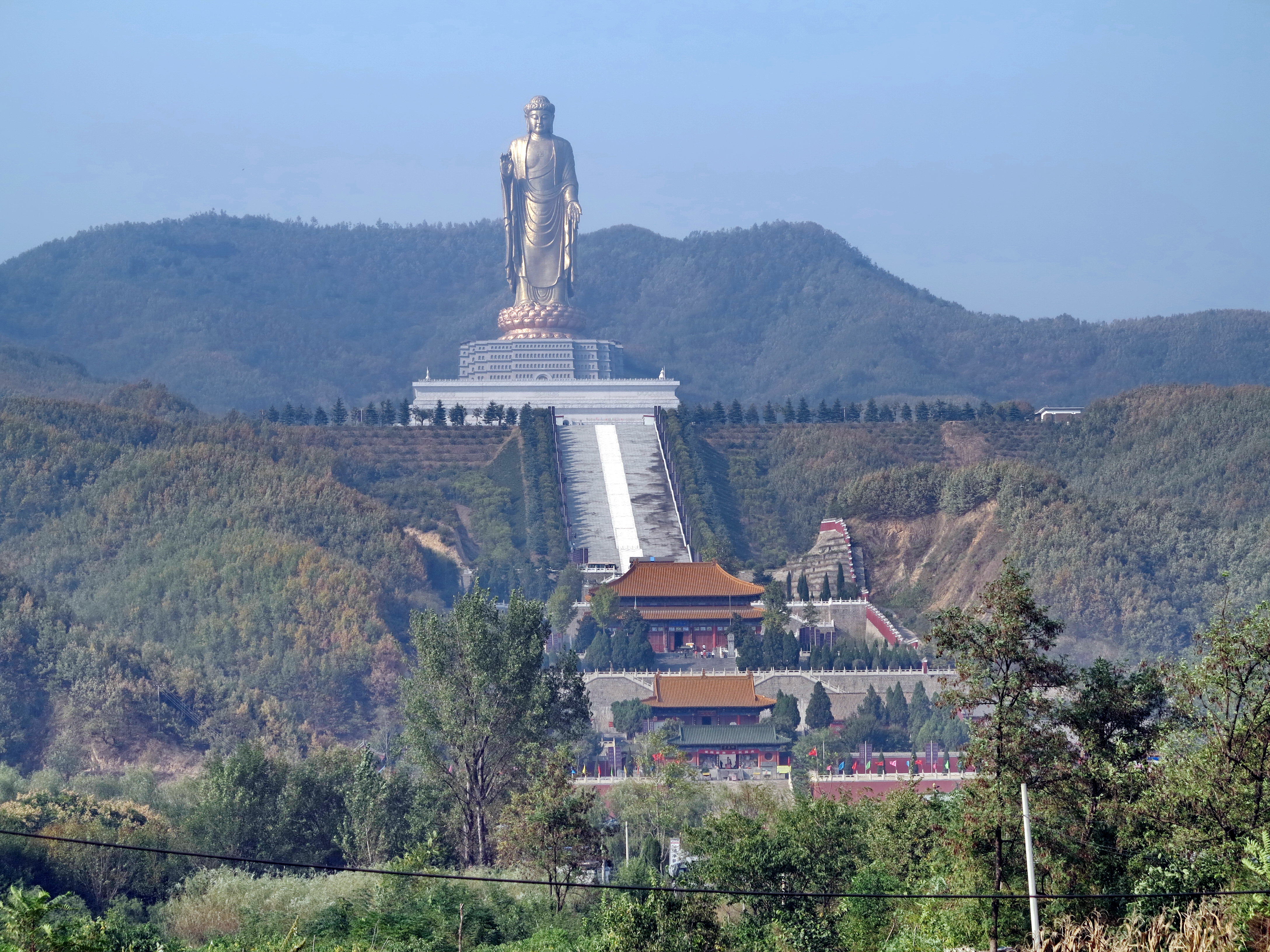
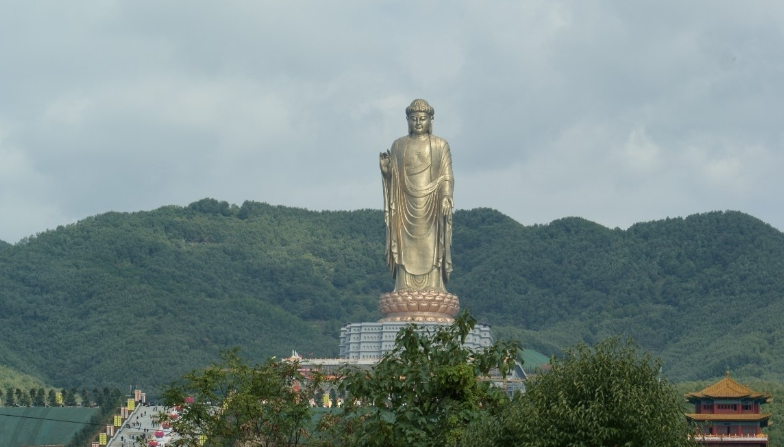
Buda del Templo de Primavera
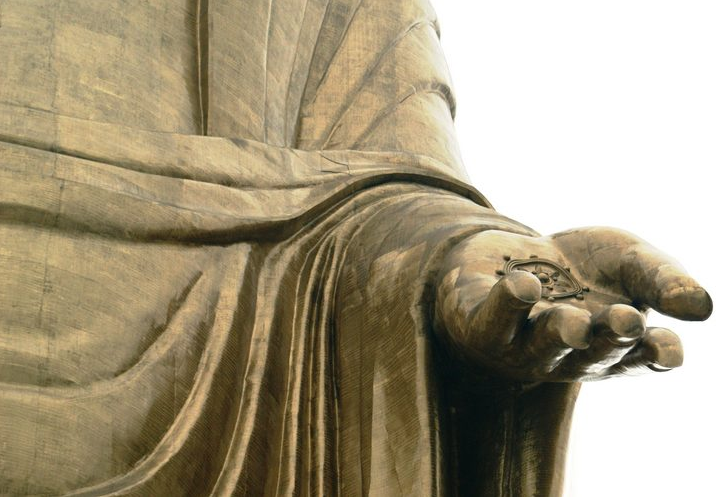
Mano de la estatua
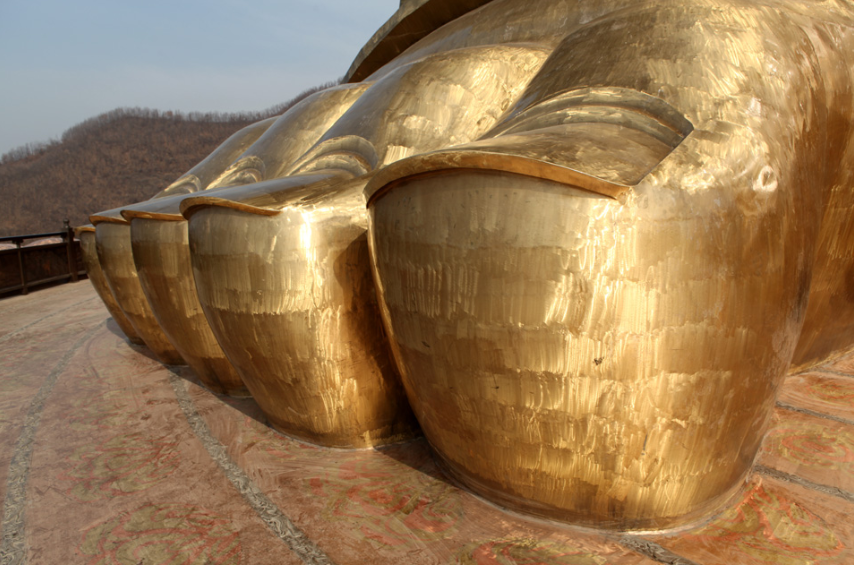
Pie de la estatua